# Черговість операцій

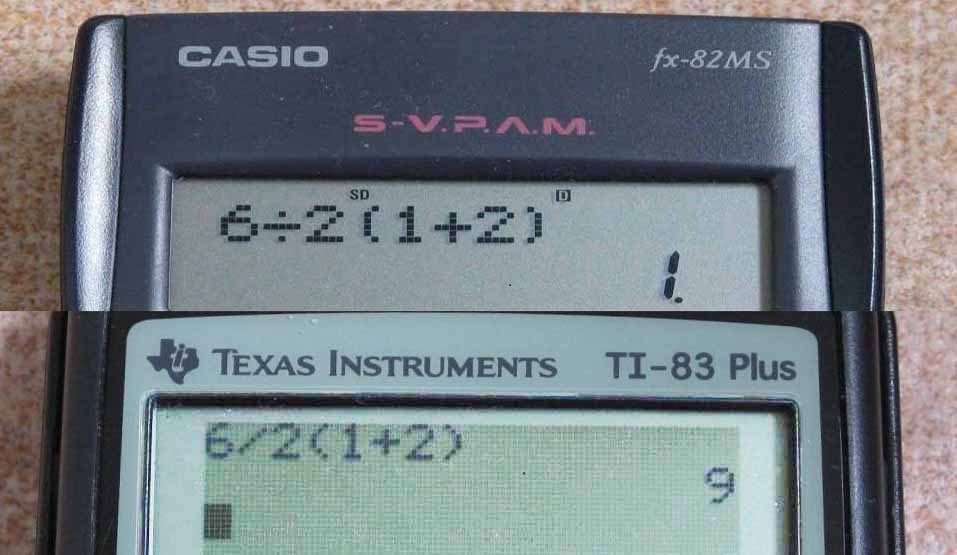
сприймається одним калькулятором як, а іншим як

У математиці та програмуванні, черговість операцій — правила, які використовують для однозначного трактування порядку виконання операцій в даному математичному виразі.
Наприклад, в математиці та більшості комп'ютерних мов множення виконується раніше ніж додавання; у виразі 2 + 3 × 4, відповідь 14.  Дужки, які мають свої власні правила, можуть бути використані для уникнення плутанини, тож попередній вираз може бути записаний як 2 + (3 × 4), але тут дужки необов'язкові, бо множення першочергове.
В сучасній формі алгебраїчного запису, де безпосереднє сусідство змінних позначає множення, множення має першочерговість порівняно з додаванням, з якого боку воно б не з'являлось.  Тож 3 + 4 × 5 = 4 × 5 + 3 = 23.  
Коли піднесення до степеня було вперше введено в XVI і XVII сторіччях, воно отримало старшинство над множенням і додаванням, а показник степеня може знаходитись лише як правий надрядковий індекс бази.  Тож 3 + 52 = 28 and 3 × 52 = 75. Якщо потрібно замінити правила пріоритету або навіть просто підкреслити їх, можна використовувати круглі дужки ( ). Наприклад, (2 + 3) × 4 = 20 змушує додавання передувати множенню, а (3 + 5) 2 = 64 змушує додавання передувати піднесенню до степеня . Якщо в математичному виразі потрібно кілька пар дужок (наприклад, у випадку вкладених дужок), дужки можна замінити іншими типами дужок , щоб уникнути плутанини, як у [2 × (3 + 4)] − 5 = 9 .
Ці правила мають сенс лише тоді, коли використовується звичайна нотація (інфіксна нотація). Якщо для всіх операцій використовується функціональна або польська нотація , порядок операцій випливає з самої нотації.

## Традиційна черговість операцій
Порядок операцій, тобто порядок, у якому зазвичай виконуються операції у виразі, є результатом певних домовленостей, прийнятих в математиці, науці, техніці та багатьох мовах комп’ютерного програмування. Операції у виразах виконуються таким чином(за їх наявності): 
1. Дії в дужках
2. Піднесення до степеня
3. Множення і ділення
4. Додавання і віднімання

Це означає, що для обчислення виразу спочатку обчислюється будь-який підвираз у дужках, опрацьовуючи їх зсередини назовні, якщо існує більше одного набору дужок. Незалежно від того, в дужках вони чи ні, першою слід виконувати операцію, яка стоїть вище у списку вище. Операції з однаковим пріоритетом традиційно виконуються зліва направо.
Як правило, кожну операцію ділення можна замінити множенням на число, обернене дільнику, тому асоціативний і комутативний закони множення дозволяють множити будь-якому порядку. Іноді множенню та діленню надається рівний пріоритет, а іноді множенню надається більший пріоритет, ніж діленню; дивіться Змішане ділення та множення нижче. Оскільки кожне віднімання можна замінити додаванням протилежного, то асоціативний і комутативний закони додавання дозволяють додавати доданки в будь-якому порядку.
Символ радикалу ⁠ традиційно подовжується лінією (vinculum) над підкореневим виразом (це дозволяє уникнути необхідності в дужках навколо підкореневого виразу). Алгебраїчні та тригонометричні функції використовують дужки навколо аргументу, щоб уникнути неоднозначності.  Дужки в аргументах функцій можна опустити, якщо аргумент є однією числовою змінною або константою,  як у випадку sin x = sin( x ) і sin π = sin(π) . Це поширюється і на одночлени:  sin 3 x = sin(3 x ) і навіть sin ⁠1/2⁠ xy = sin( xy /2) , але sin x + y = sin( x ) + y , оскільки x + y не є одночленом. Такий запис не є загальнообов'язковим, і деякі автори віддають перевагу явним дужкам. Деякі калькулятори та мови програмування вимагають круглих дужок навколо аргументів функцій, а деякі ні.
Символи групування(дужки та лінії) можна використовувати для перевизначення звичайного порядку операцій.  Згруповані символи можна розглядати як один вираз.

### Приклади
Множення перед додаванням:
{\displaystyle 1+2\times 3=1+6=7.}
Підвирази в круглих дужках обчислюються спочатку:
{\displaystyle (1+2)\times 3=3\times 3=9.}
Піднесення до степеня перед множенням, множення перед відніманням:
{\displaystyle 1-2\times 3^{4}=1-2\times 81=1-162=-161.}
Коли вираз записується як верхній індекс, верхній індекс вважається згрупованим за його позицією над основою:
{\displaystyle 1+2^{3+4}=1+2^{7}=1+128=129.}
Операнд підкореневого виразу обмежується верхньою лінією:
{\displaystyle {\sqrt {1+3}}+5={\sqrt {4}}+5=2+5=7.}
Символом групування також виступає горизонтальна дробова лінія:
{\displaystyle {\frac {1+2}{3+4}}+5={\frac {3}{7}}+5.}
Дужки можуть бути вкладеними, і їх слід опрацьовувати зсередини назовні. Для кращого розрізнення зовнішні дужки можна зробити більшими за внутрішні. Крім того, можна використати інші символи групування, такі як фігурні дужки { } або квадратні дужки [ ], іноді вони використовуються разом із круглими дужками ( ) . Наприклад:
{\displaystyle {\bigl [}(1+2)\div (3+4){\bigr ]}+5=(3\div 7)+5}

## Особливі випадки

### Унарний знак мінус
Існують різні угоди щодо унарної операції  «−» (мінус). На письмі або  друкованих працях вираз −3 2 інтерпретується як −(3 2 ) = −9 . 
У деяких програмах і мовах програмування, зокрема Microsoft Excel, PlanMaker (та інших програмах для роботи з електронними таблицями) і мові програмування bc, унарні операції мають вищий пріоритет, ніж бінарні операції, тобто унарний мінус має більший пріоритет, ніж піднесення до степеня, тому в цих мовах −3 2 буде інтерпретовано як (−3) 2 = 9 .  Це не стосується бінарної операції мінус «-»; наприклад, у Microsoft Excel,  формула =-2^2 повертає значення 4, але формула=-(2)^2=0+-2^2=0-2^2=-(2^2) поверне значення -4.

### Змішане ділення і множення
Наразі немає універсальної угоди для інтерпретації виразу, який містить і ділення, позначене символом «:» (або символом «÷»), і множення, позначене символом «×» (або символом «·»). Як правило, такі операції мають однаковий пріоритет, і обчислення виконуються зліва направо, порядок дій завжди можна змінити використанням дужок.  
За межами початкової освіти символ  «:» для позначення ділення, використовується рідко, зазавичай його замінюють використанням алгебраїчних дробів, які записуються "вертикально", з чисельником над знаменником, що робить групування явним і однозначним, але іноді записується в рядку. використовуючи скісну риску - символ «/». 
Множення, позначене зіставленням (відоме як неявне множення ), створює візуальний блок і має вищий пріоритет, ніж більшість інших операцій. У академічній літературі, коли вбудовані дроби поєднуються з неявним множенням без дужок, множення традиційно тлумачиться як таке, що має вищий пріоритет, ніж ділення, тобто 1 / 2 n інтерпретується як 1 / (2 ·  n ) , а не (1 / 2) ·  n .  Наприклад, у вимогах щодо оформлення рукописів до журналу Physical Review прямо стверджується, що множення має пріоритет над діленням,  і це також умова, яка дотримується в підручниках з фізики, таких як Курс теоретичної фізики Ландау та Ліфшиця  та підручники з математики, такі як Конкретна математика Грема, Кнута та Паташника.  Однак деякі автори рекомендують не використовувати такі вирази, як a  /  bc , віддаючи перевагу явному використанню круглих дужок a  /( bc ) . 
Більш складні випадки більш неоднозначні. Наприклад, позначення 1 / 2 π ( a  +  b ) може правдоподібно означати 1 / [2 π  · ( a  +  b )] або [1 / (2 π )] · ( a  +  b ) .  Іноді інтерпретація залежить від контексту. Інструкції щодо подання на Physical Review рекомендують не використовувати вирази у формі a  /  b  /  c , оскільки більш явні вирази ( a  /  b ) /  c або a  / ( b  /  c ) є однозначними. 
Ця неоднозначність була предметом таких інтернет-мемів , як « 8 ÷ 2(2 + 2) », для яких існує дві суперечливі інтерпретації: 8 ÷ [2 · (2 + 2)] = 1 і (8 ÷ 2) · (2 + 2) = 16. 

### Послідовне піднесення до степеня
Якщо піднесення до степеня позначається складеними символами з використанням верхнього індексу, звичайним правилом є робота зверху вниз: 
a b c = a ( b c )
яка зазвичай не дорівнює ( a b ) c . Ця угода є корисною, оскільки існує властивість зведення до степеня ( a b ) c = a bc , тому для цього немає потреби використовувати послідовне зведення до степеня.
Однак, коли піднесення до степеня представлено явним символом, таким як «^» або  «↑», загального стандарту немає. Наприклад, Microsoft Excel і мова програмування обчислень MATLAB обраховують a^b^c як (ab)c , але Пошук Google і Wolfram Alpha - як a(bc). Таким чином, значення виразу 4^3^2 буде в 4 096 у першому випадку та в 262 144 у другому випадку.

## Мови програмування
Більшість мов програмування використовують рівні пріоритету операцій, які відповідають порядку, який зазвичай використовується в математиці  хоча інші, такі як APL, Smalltalk, Occam і Mary, не мають правил пріоритету операторів (в APL дії виконуються строго справа наліво, у Smalltalk -  строго зліва направо).
Крім того, оскільки багато операторів не є асоціативними, порядок в межах будь-якого окремого рівня зазвичай визначається групуванням зліва направо таким чином, що 16/4/4інтерпретується як (16/4)/4 = 1 , а не 16/(4/4) = 16, такі оператори називаються «лівоасоціативними». Існують винятки; наприклад, мови з операторами, що відповідають операції cons у списках, зазвичай роблять їх групуванням справа наліво («права асоціація»), наприклад, у Haskell , 1:2:3:4:[] == 1:(2:(3:(4:[]))) == [1,2,3,4].
Денніс Річі, творець мови C , сказав щодо пріоритету в C (спільного для мов програмування, які запозичили ці правила з C, наприклад, C++ , Perl і PHP ), що було б краще перемістити порозрядні оператори вище операторів порівняння. Багато програмістів звикли до цього порядку, але в останніх популярних мовах, таких як Python  і Ruby  цей порядок змінився.

#### У мові C++
| Пріоритет | Операція | Асоціативність | Опис                                  |
| --------- | -------- | -------------- | ------------------------------------- |
| 1         | ::       | зліва направо  |                                       |
| 1         | [ ]      | зліва направо  | операція індексування                 |
| 1         | ()       | зліва направо  | круглі дужки                          |
| 1         | .        | зліва направо  | звернення до члена структури чи класу |
| 1         | ->       | зліва направо  |                                       |
| 2         | ++       | зліва направо  | постфіксний інкремент                 |
| 2         | – –      | зліва направо  | постфіксний декремент                 |
| 3         | ++       | справа ліворуч | префіксний інкремент                  |
| 3         | – –      | справа ліворуч | префіксний декремент                  |
| 4         | *        | зліва направо  | множення                              |
| 4         | /        | зліва направо  | ділення                               |
| 4         | %        | зліва направо  | остача від ділення                    |
| 5         | +        | зліва направо  | додавання                             |
| 5         | —        | зліва направо  | віднімання                            |
| 6         | >>       | зліва направо  | зсув праворуч                         |
| 6         | <<       | зліва направо  | зсув ліворуч                          |
| 7         | <        | зліва направо  | менше                                 |
| 7         | <=       | зліва направо  | менше або дорівнює                    |
| 7         | >        | зліва направо  | більше                                |
| 7         | >=       | зліва направо  | більше або дорівнює                   |
| 8         | ==       | зліва направо  | дорівнює                              |
| 8         | !=       | зліва направо  | не дорівнює                           |
| 9         | &&       | зліва направо  | логічне І                             |
| 10        | \|\|     | зліва направо  | логічне АБО                           |
| 11        | ?:       | справа ліворуч |                                       |
| 12        | =        | справа ліворуч | присвоєння(надання значення)          |
| 12        | *=       | справа ліворуч | множення з присвоєнням                |
| 12        | /=       | справа ліворуч | ділення з присвоєнням                 |
| 12        | %=       | справа ліворуч | остача від ділення з присвоєнням      |
| 12        | +=       | справа ліворуч | додавання з присвоєнням               |
| 12        | -=       | справа ліворуч | віднімання з присвоєнням              |
| 13        | ,        | зліва направо  | кома                                  |

У сумнівних випадках слід використовувати дужки.